# Nizozemska zlata doba v slikarstvu
Nizozemska zlata doba v slikarstvu je obdobje v nizozemski zgodovini umetnosti, ki je približno obsegala 17. stoletje med poznejšim delom osemdesetletne vojne (1568–1648) za neodvisnost Nizozemske.
Nova Republika Nizozemska je bila najbolj uspešna država v Evropi in je vodila evropsko trgovino, znanost in umetnost. Severne nizozemske province, ki so sestavljale novo državo, so bile tradicionalno manj pomembna umetniška središča kot mesta v Flandriji na jugu. Vojni pretresi in obsežne selitve prebivalstva ter oster prelom s staro monarhistično in katoliško kulturno tradicijo so pomenili, da se je morala nizozemska umetnost znova izmisliti. Slikanje verskih predmetov je močno upadlo, a se je razvil velik nov trg za številne posvetne teme.
Čeprav je bilo nizozemsko slikarstvo zlate dobe vključeno v splošno evropsko obdobje baročnega slikarstva in pogosto kaže številne njegove značilnosti, večini primanjkuje idealizacije in ljubezni do sijaja, značilnih za veliko baročnih del, vključno s sosednjo Flandrijo. Večina del, tudi tista, po katerih je obdobje najbolj znano, odraža tradicijo podrobnega realizma, podedovanega iz staronizozemskega slikarstva.
Značilnost tega obdobja je širjenje različnih žanrov v slikarstvu, pri čemer večina umetnikov ustvari večino svojih del znotraj enega od teh. Popoln razvoj te specializacije je viden od poznih 1620-ih, obdobje od takrat pa vse do francoske invazije 1672 je jedro zlate dobe. Umetniki bi večino svoje kariere porabili za slikanje le portretov, žanrskih prizorov, krajin, morskih krajin in ladij ali tihožitja in pogosto določene podvrste znotraj teh kategorij. Mnoge tovrstne teme so bile v zahodnem slikarstvu nove in način, kako so jih Nizozemci slikali v tem obdobju, je bil odločilen za njihov nadaljnji razvoj.

## Tipi slik
Posebnost tega obdobja v primerjavi z zgodnejšim evropskim slikarstvom je bilo omejeno število verskih slik. Nizozemski kalvinizem je prepovedoval verske slike v cerkvah in čeprav so bile biblijske teme sprejemljive v zasebnih domovih, jih je bilo proizvedenih razmeroma malo. Prisotni so bili tudi drugi tradicionalni sklopi zgodovine in portretnega slikarstva, vendar je obdobje opaznejše po številnih drugih žanrih, razdeljenih na številne posebne kategorije, kot so prizori kmečkega življenja, krajine, pokrajine z živalmi, pomorske slike, cvetlične slike in tihožitja različnih vrst. Na razvoj mnogih teh vrst slik so odločilno vplivali nizozemski umetniki 17. stoletja.
Široko uveljavljena teorija 'žanrske hierarhije' v slikarstvu, pri kateri so nekatere vrste veljale za bolj prestižne kot druge, so mnogi slikarji začeli ustvarjati zgodovinsko slikarstvo. Vendar je bilo to najtežje prodati, kot je ugotovil celo Rembrandt. Mnogi so bili prisiljeni ustvarjati portrete ali žanrske prizore, ki so se veliko lažje prodajali. V padajočem vrstnem redu statusa so bile kategorije v hierarhiji:
- zgodovinsko slikarstvo, vključno z alegorijami in priljubljenimi verskimi temami.
- portretno slikarstvo, vključno s tronijem
- žanrsko slikarstvo ali prizori vsakdanjega življenja
- krajinsko slikarstvo, vključno z marinami, prizorišči bitk, vedute in ruševine (krajinarji so bili »navadni pešci v vojski umetnosti« po mnenju Samuelu van Hoogstratenu.[3])
- tihožitje

Nizozemci so se močno osredotočili na 'nižje' kategorije, nikakor pa niso zavrnili koncepta hierarhije. Večina slik je bila razmeroma majhnih - edina pogosta vrsta resnično velikih slik so bili skupinski portreti. Barvanje neposredno na stene skorajda ni obstajalo; ko je zid v javni zgradbi potreboval dekoracijo, se je običajno uporabljalo vgrajeno platneno ohišje. Za dodatno natančnost na trdi podlagi so številni slikarji še naprej uporabljali lesene table, še nekaj časa potem, ko jih je preostala zahodna Evropa opustila; nekatere rabljene bakrene plošče, običajno plošče za recikliranje iz grafike. Po drugi strani pa se je število ohranjenih slik zlate dobe zmanjšalo, ker so jih v 18. in 19. stoletju prebarvali z novimi deli umetnikov - revne so bile običajno cenejše od novega platna, ogrodja in okvirja.
V tem obdobju je bilo nizozemskih skulptur zelo malo; večinoma jih najdemo v nagrobnih spomenikih in so pritrjene na javne zgradbe, majhne skulpture za hiše pa so opazna vrzel, njihovo mesto zasedajo srebrnina in keramika. Poslikane ploščice delftware so bile zelo poceni in pogoste, čeprav redko res kakovostne, toda srebro, zlasti v ušesnem nakitu je vodila. S to izjemo so bili najboljši umetniški napori usmerjeni v slikarstvo in grafiko.

## Svet umetnosti
Tujci so pripomnili na ogromno proizvedenih umetniških del in veliki sejme, kjer je bilo prodanih veliko slik - približno ocenjujejo, da je bilo samo v 20 letih po letu 1640 naslikanih več kot 1,3 milijona nizozemskih slik. Obseg produkcije je pomenil, da so bile cene dokaj nizke, razen najbolj znanih umetnikov; tako kot v večini naslednjih obdobij je bil tudi pri modnejših umetnikih velik cenovni razpon. Tisti brez močnega sodobnega ugleda ali tisti, ki se niso uklonili modi, vključno z mnogimi, ki danes veljajo za največje v tem obdobju, kot so Vermeer, Frans Hals in Rembrandt v zadnjih letih, so imeli precejšnje težave s preživljanjem in umrli revni; mnogi umetniki so se ukvarjali z drugim delom ali so umetnost popolnoma opustili. Francoska invazija leta 1672 (Rampjaar ali 'leto katastrofe') je na umetniški trg prinesla hudo depresijo, ki se ni nikoli povsem vrnila v prejšnje stanje.
Porazdelitev slik je bila zelo široka: »Ja, veliko kovačij, čevljarjev itd. bo imelo kakšno sliko v svoji kovačnici in v svoji delavnici. Takšna je splošna predstava, naklonjenost in navdušenje, ki ga imajo ti domorodci za slikanje« je poročal nek angleški popotnik leta 1640. Skoraj prvič je bilo veliko profesionalnih trgovcev z umetninami, več tudi pomembnih umetnikov, kot sta Vermeer in njegov oče Jan van Goyen in Willem Kalf. Rembrandtov trgovec Hendrick van Uylenburgh in njegov sin Gerrit sta bila med najpomembnejšima. Krajine je bilo najlažje prodati, njihovi slikarji pa so bili »navadni lakaji v armadi umetnosti« po Samuelu van Hoogstratenu.
Tehnična kakovost nizozemskih umetnikov je bila na splošno visoka, še vedno pa je večinoma sledila staremu srednjeveškemu sistemu usposabljanja z vajeništvom pri mojstru. Običajno so bile delavnice manjše kot v Flandriji ali Italiji, naenkrat so imeli le enega ali dva vajenca, število pa je bilo pogosto omejeno s cehovskimi predpisi. Pretresi v zgodnjih letih republike, ko so se razseljeni umetniki z juga selili proti severu in izguba tradicionalnih trgov na dvoru in v cerkvi, so privedli do ponovnega oživljanja umetniških cehov, pogosto imenovanih Ceh svetega Luke. V mnogih primerih so ti vključevali umetnike, ki so se izvlekli iz srednjeveških skupin, kjer so si ceh delili z več drugimi obrtmi, na primer s poslikavo hiš. V tem obdobju je bilo ustanovljenih več novih cehov: Amsterdam leta 1579, Haarlem leta 1590 in Gouda, Rotterdam, Utrecht in Delft med letoma 1609 in 1611. Leidenske oblasti niso zaupale cehom in so ga dovolile šele leta 1648.
Kasneje v stoletju je vsem vpletenim začelo postajati jasno, da stara ideja o cehu, ki nadzoruje tako usposabljanje kot prodajo, ne deluje več dobro, postopoma so cehe zamenjali z akademijami, ki so se pogosto ukvarjale le z usposabljanjem umetnikov. Haag z dvorom je bil zgodnji primer, ko so se umetniki leta 1656 z ustanovitvijo Confrerie Pictura razdelili v dve skupini. Z očitno izjemo portretov je bilo veliko več nizozemskih slik narejenih 'špekulativno' brez posebnega naročila, kot je bilo to v drugih državah - eden od mnogih načinov, kako je nizozemski umetniški trg pokazal na prihodnost.
Bilo je veliko dinastij umetnikov in mnogi so se poročili s hčerami svojih mojstrov ali drugimi umetniki. Številni umetniki so prihajali iz premožnih družin, ki so plačevale honorarje za vajeništvo in so se pogosto poročale zaradi premoženja. Rembrandt in Jan Steen sta bila nekaj časa vpisana na Univerzo v Leidnu. Več mest je imelo različne sloge in posebnosti po temah, Amsterdam je bil zaradi velikega bogastva največje umetniško središče. Mesta, kot sta Haarlem in Utrecht, so bila v prvi polovici stoletja pomembnejša, Leiden in druga mesta so se pojavila po letu 1648, predvsem pa Amsterdam, ki je vse bolj privlačil umetnike iz preostale Nizozemske, pa tudi iz Flandrije in Nemčije.
Nizozemski umetniki so bili presenetljivo manj zaskrbljeni zaradi umetniške teorije kot mnogi narodi in se manj ukvarjali z razpravami o svoji umetnosti; kaže, da je bilo tudi v splošnih intelektualnih krogih in širši javnosti zanimanje za umetniško teorijo veliko manjše kot takrat v Italiji. Ker so bila skoraj vsa naročila in prodaje zasebne in med meščanskimi posamezniki, katerih računi niso ohranjeni, so tudi manj dokumentirana kot drugod. Toda nizozemska umetnost je bila vir nacionalnega ponosa in glavni biografi so ključni vir informacij. To sta Karel van Mander (Het Schilderboeck, 1604), ki v bistvu pokriva predhodno stoletje in Arnold Houbraken (De groote schouburgh der Nederlantsche konstschilders en schilderessen – 'Veliko gledališče nizozemskih slikarjev', 1718–21). Oba sta sledila in res presegla Vasarija, ki je vključil veliko kratkih življenj umetnikov - več kot 500 v Houbrakenovem primeru - in jih oba obravnavata na splošno in dejansko natančno.
Nemški umetnik Joachim von Sandrart (1606–1688) je del obdobja delal na Nizozemskem, njegova Deutsche Akademie pa v isti obliki zajema številne nizozemske umetnike, ki jih je poznal. Houbrakenov mojster in Rembrandtov učenec je bil Samuel van Hoogstraten (1627–1678), čigar Zichtbare var in Inleyding tot de Hooge Schoole der Schilderkonst (1678) vsebuje bolj kritične kot biografske podatke in so med najpomembnejšimi razpravami o slikarstvu tega obdobja. Tako kot druga nizozemska dela o teoriji umetnosti tudi ta razlagajo številne splošne zadeve renesančne teorije in ne odražajo v celoti sodobne nizozemske umetnosti, in se še vedno pogosto osredotočajo na zgodovinsko slikarstvo.

## Zgodovinsko slikarstvo
Ta kategorija ne zajema le slik, ki prikazujejo zgodovinske dogodke iz preteklosti, temveč tudi slike, ki prikazujejo svetopisemske, mitološke, literarne in alegorične prizore. Nedavni zgodovinski dogodki so v bistvu izpadli iz kategorije in so bili obravnavani realistično kot ustrezna kombinacija portretov z morskimi, mestnimi ali krajinskimi temami.Veliki dramatični zgodovinski ali svetopisemski prizori so nastajali redkeje kot v drugih državah, saj ni bilo lokalnega trga za cerkveno umetnost in je bilo napolnjenih le nekaj velikih aristokratskih baročnih hiš. Še več, protestantsko prebivalstvo večjih mest je bilo med nizozemskim uporom izpostavljeno nekaterim izjemno hinavskim manierističnim alegorijam v neuspešni habsburški propagandi, ki je povzročila močan odziv na realizem in nezaupanje v grandiozno vizualno retoriko.  Zgodovinsko slikarstvo je bilo zdaj 'manjšinska umetnost', čeprav ga je do neke mere popravilo relativno močno zanimanje za tiskane različice zgodovinskih predmetov.
Bolj kot pri drugih vrstah slikarstva je na nizozemske slikarje zgodovine še naprej vplivalo italijansko slikarstvo. Tisk in kopije italijanskih mojstrovin so krožile in tako predlagale nekatere kompozicijske sheme. Naraščajoča nizozemska spretnost upodabljanja svetlobe je vplivala na sloge, ki so izvirali iz Italije, zlasti Caravaggio. Nekateri nizozemski slikarji so tudi potovali v Italijo, čeprav je bilo to manj pogosto kot pri flamskih sodobnikih, kot je razvidno iz članstva v klubu Bentvueghels v Rimu.
V začetku stoletja so mnogi severni manieristični umetniki s slogi, oblikovanimi v prejšnjem stoletju, še naprej delovali, vse do 1630-ih v primerih Abrahama Bloemaerta in Joachima Wtewaela. Številne zgodovinske slike so bile majhne. Nemški slikar (s sedežem v Rimu) Adam Elsheimer je imel enako velik vpliv kot Caravaggio (oba sta umrla leta 1610) na nizozemske slikarje, kot so Pieter Lastman, Rembrandtov mojster, in Jan in Jacob Pynas. V primerjavi z baročnim slikanjem zgodovine iz drugih držav so si delili nizozemski poudarek na realizmu in pripovedni neposrednosti in so včasih znani tudi kot pre-rembrandtisti, saj so bile zgodnje Rembrandtove slike v tem slogu.
Utrechtski caravaggizem opisuje skupino umetnikov, ki so ustvarili tako zgodovinsko sliko kot na splošno velike žanrske prizore v slogu, pod vplivom Italije, ki pogosto uporabljajo chiaroscuro. Utrecht, pred uporom najpomembnejše mesto na novem nizozemskem ozemlju, je bil nenavadno nizozemsko mesto, sredi stoletja še vedno približno 40 % katoliško, še bolj med elitnimi skupinami, ki so vključevale veliko podeželskega plemstva in gosposke s tamkajšnjimi mestnimi hišami. Vodilni umetniki so bili Hendrick ter Brugghen, Gerard van Honthorst in Dirck van Baburen, šola pa je delovala okoli leta 1630, čeprav je van Honthorst do 1650-ih nadaljeval kot uspešen dvorni slikar na angleškem, nizozemskem in danskem dvoru v bolj klasičnem slogu.
Rembrandt je začel kot slikar zgodovinskih tem, preden je kot portretist postal finančno uspešen, in se temu področju ni nikoli odrekel ambicijam. Veliko njegovih jedkanic je pripovednih religioznih prizorov, zgodba njegovega zadnjega zgodovinskega naročičla, Zarota Klavdija Civilisa (1661), pa ponazarja njegovo zavzetost za obliko in težave, ki jih je imel pri iskanju občinstva. Več umetnikov, mnogi njegovi učenci, so z nekaj uspeha poskušali nadaljevati njegov zelo osebni slog; najuspešnejši je bil Govaert Flinck. Gerard de Lairesse (1640–1711) je bil še eden izmed njih, preden je padel pod močan vpliv francoskega klasicizma in postal njegov vodilni nizozemski zagovornik tako umetnika kot teoretika.
Golota je bila v resnici rezervat slikarjev zgodovine, čeprav so mnogi portretisti svoje občasne akte (skoraj vedno ženske) oblekli s klasičnim naslovom, kot je to storil Rembrandt. Kljub svoji neovirani sugestivnosti slikarji žanrov le redko razkrijejo več kot velikodušen dekolte ali stegno, ponavadi pri slikanju prostitutk ali 'italijanskih' kmetic.

## Portreti
Portretno slikarstvo je uspevalo na Nizozemskem v 17. stoletju, saj je obstajal velik trgovski razred, ki je bil veliko bolj pripravljen naročiti portrete kot njihovi ustrezniki v drugih državah; povzetek različnih ocen celotne produkcije znaša med 750.000 in 1.100.000 portretov. Rembrandt je v svojem največjem finančnem uspehu užival kot mlad amsterdamski portretist, a se je tako kot drugi umetniki precej dolgočasil s slikanjem portretov meščanov po naročilu: »umetniki po tej poti potujejo brez užitka«, po mnenju van Manderja.
Medtem ko se nizozemsko portretno slikarstvo izogiba razmetavanju in pretirani retoriki aristokratskega baročnega portretiranja, ki je cvetel v preostali Evropi 17. stoletja, mračnih oblačilih moških in veliko primerov žensk in kalvinističnega občutka, da bi vključevanje rekvizitov, imetja ali pogledov pokrajine v ozadju pokazalo, da greh ponosa na vseh nizozemskih portretih ne glede na njihovo tehnično kakovost vodi do nesporne istosti. Tudi stoječi pozi se običajno izognejo, saj lahko tudi celopostavni pokaže ponos. Poze so nedemonstrativne, zlasti za ženske, čeprav imajo otroci lahko več svobode. Klasičen trenutek za portretiranje je bil poroka, ko sta nova mož in žena pogosteje zasedla ločena okvirja na paru slik. Kasnejši Rembrandtovi portreti so prisilili s silo karakterizacije in včasih tudi s pripovednim elementom, toda tudi njegovi zgodnji portreti so lahko en masse, kot v polni sobi podarjenega 'začetnega Rembrandta' Metropolitanskemu muzeju umetnosti v New Yorku.
Drug odličen portretist tega obdobja je Frans Hals, čigar slavno živahen čopič in sposobnost, da sedeče vidi sproščeno in veselo, navdušijo tudi najbolj neperspektivne teme. Izjemno 'nonšalantna poza' njegovega portreta Willema Heythuijsena je izjemna: »noben drug portret iz tega obdobja ni tako neformalen«. Portretiranec je bil premožen trgovec s tekstilom, ki je že deset let prej naročil Hallov edini posamični portret v naravni velikosti. V tem precej manjhnem delu za zasebno sobo nosi jahalna oblačila. Jan de Bray je svoje modele spodbudil, naj se predstavljajo kostumirano kot osebe iz klasične zgodovine, vendar je veliko njegovih del lastne družine. Thomas de Keyser, Bartholomeus van der Helst, Ferdinand Bol in drugi, vključno s številnimi, ki so bili omenjeni kot slikarji zgodovine ali žanra, so se po najboljših močeh potrudili, da poživijo bolj običajna dela. Portretiranje, ki ga moda manj poudarjeno kot druge vrste slikarstva, je ostalo varno nadomestilo za nizozemske umetnike.
Iz tistega malo, kar vemo o studijskih postopkih umetnikov, se zdi, da je bil obraz, tako kot drugod po Evropi, verjetno narisan in morda naslikan že ob prvem poziranju ali dveh. Tipično število nadaljnjih poziranj ni jasno - med nič (za Rembrandtov celopostaven) in 50 je dokumentiranih. Oblačila so pustili v ateljeju in bi jih morda lahko naslikali pomočniki ali pripeljani strokovni mojster, čeprav so bila zelo pomemben del slike. Poročene in nikoli poročene ženske je mogoče razlikovati po obleki in poudariti, kako malo je bilo naslikanih samskih žensk, razen v družinskih skupinah. Kot drugje je natančnost prikazanih oblačil različna - nosili so se črtasta in vzorčasta oblačila, vendar jih umetniki le redko pokažejo in se razumljivo izognejo dodatnemu delu. Ovratnice iz čipk in nabornic se niso mogle izogniti in so predstavljale strašljiv izziv slikarjem, ki so si prizadevali za realizem. Rembrandt je razvil učinkovitejši način barvanja čipk z vzorci, v širokih potezah je nanesel belo barvo in nato rahlo poslikal s črno, da se je pokazal vzorec. Drug način, kako to narediti, je bilo barvanje v beli barvi čez črno plast in beljenje s koncem čopiča, da se pokaže vzorec.
Konec stoletja se je pojavila moda za prikazovanje portretirancev v napol modni obleki, ki jo je v Angliji v 1630-ih začel van Dyck, znana kot 'slikovita' ali 'rimska' obleka. Aristokratski portretiranci in strelci so si dovolili več svobode v svetli obleki in obsežnih okoljih kot meščani, verske pripadnosti pa so verjetno vplivale na številne upodobitve. Konec stoletja so se med meščani širile aristokratske ali francoske vrednote, upodobitve pa so imele več svobode.
Značilna vrsta slikarstva, ki je združevala elemente portreta, zgodovinskega in žanrskega slikarstva, je bila tronie. To je bila po navadi polovična dolžina ene same figure, ki se je osredotočila na zajemanje nenavadnega razpoloženja ali izraza. Dejanska identiteta modela naj ne bi bila pomembna, lahko pa je predstavljala zgodovinsko osebnost, bile so v eksotičnih ali zgodovinskih kostumih. Številni avtoportreti Jana Lievensa in Rembrandta so tudi tronie (še posebej njegove jedkanice) in sta bila med tistimi, ki so razvili žanr.
Družinski portreti so bili, tako kot v Flandriji, po navadi postavljeni na prostem v vrtovih, vendar brez obsežnega razgleda kot kasneje v Angliji in so bili relativno neformalni v oblačilih in razpoloženju. Skupinski portreti, večinoma nizozemski izum, so bili priljubljeni med velikim številom civilnih združenj, ki so bila pomemben del nizozemskega življenja, na primer častniki mestnih stelcev ali milic, upravni odbori in regenti cehov in dobrodelnih fundacij in podobnih. Predvsem v prvi polovici stoletja so bili portreti zelo formalni in kompozicije toge. Skupine so pogosto sedele okoli mize, vsaka oseba pa je gledala gledalca. Veliko pozornosti so posvečali drobnim detajlom v oblačilih in po potrebi pohištvu ter drugim znakom človekovega položaja v družbi. Kasneje v stoletju so skupine postale živahnejše in barve svetlejše. Rembrandtova Sindikat draperskega ceha je subtilna obravnava skupine okrog mize.
Znanstveniki so pogosto pozirali z instrumenti in predmeti svojega študija okoli sebe. Zdravniki so včasih skupaj pozirali okoli trupla, tako imenovane anatomske lekcije, najbolj znana je Rembrandtova Anatomija dr. Tulpa (1632, Mauritshuis, Haag). Skrbniški odbori so na svojih portretih regentenstuk raje imeli podobo strogosti in ponižnosti, pozirajoč v temnih oblačilih (ki so s svojo dodelanostjo pričala o njihovem vidnem položaju v družbi), pogosto sedečih okoli mize, s svečanimi izrazi na obrazih.
Večina portretov strelcev je bila naročena v Haarlemu in Amsterdamu in so bili veliko bolj razkošni in sproščeni ali celo burni kot druge vrste portretov, pa tudi veliko večji. Zgodnji primeri so jih kazali, kako jedo, kasneje so skupine kazale bolj dinamično kompozicijo. Rembrandtova slavna Združenje strelcev okrožja II pod poveljstvom kapitana Fransa Bannincka Cocqa, bolj znana kot Nočna straža (1642), je bila ambiciozen in ne povsem uspešen poskus pokazati skupino v akciji, ki se je podala v patruljo ali na parado, prav tako inovativna pri izogibanju tipičnim za širok format takšnih del.
Stroške skupinskih portretov so si subjekti običajno delili, pogosto ne enako. Višina plačanega zneska je lahko določila mesto osebe na sliki, bodisi od glave do pet v popolnih regalijah v ospredju, bodisi samo obraz na zadnji strani skupine. Včasih so vsi člani skupine plačali enako vsoto, kar je verjetno privedlo do prepirov, ko so nekateri člani na sliki dobili vidnejše mesto kot drugi. V Amsterdamu bi bila večina teh slik končno v lasti mestnega sveta, mnoge pa so zdaj na ogled v Amsterdamskem zgodovinskem muzeju; izven Nizozemske ni pomembnih primerov.

## Prizori vsakdanjega življenja
Žanrsko slikarstvo prikazujejo prizore, na katerih so vidno prikazane osebe, ki jim ni mogoče pritrditi nobene posebne identitete - niso portreti ali so namenjene zgodovinskim osebnostim. Skupaj s krajinskim slikarstvom sta razvoj in izjemna priljubljenost žanrskega slikarstva najbolj prepoznavna značilnost nizozemskega slikarstva v tem obdobju, čeprav sta bila v tem primeru zelo priljubljena tudi v flamskem slikarstvu. Številne so posamezne figure, na primer Vermeerjeva Mlekarica; drugi prikažejo velike skupine ob kakšni družabni priložnosti ali množice.
V žanru je bilo veliko število podvrst: posamezni liki, kmečke družine, gostilniške scene, zabave 'vesele družbe', ženske pri delu v hiši, prizorišča vaških ali mestnih praznovanj (čeprav so bili ti še vedno pogostejši v flamskem slikarstvu), prizori tržnic, vojašnic, prizori s konji ali domačimi živalmi, v snegu, ob mesečini in mnogi drugi. Pravzaprav je večina teh imela posebne izraze v nizozemščini, vendar ni bilo nobenega nizozemskega izraza, enakovrednega 'žanrskemu slikarstvu' - do poznega 18. stoletja so jih Angleži pogosto imenovali 'drolerija'. Nekateri umetniki so delali večinoma znotraj ene od teh podvrst, zlasti po približno letu 1625. Skozi stoletje so se žanrske slike zmanjševale v velikosti.
Čeprav žanrske slike ponujajo veliko vpogledov v vsakdanje življenje državljanov različnih slojev 17. stoletja, njihove natančnosti ni vedno mogoče razumeti kot samoumevno. Običajno kažejo, kaj umetnostni zgodovinarji imenujejo »učinek resničnosti« in ne dejansko realistično upodobitev; stopnja tega je različna med umetniki. Številne slike, ki le kažejo vsakodnevne prizore, so dejansko ponazarjale nizozemske pregovore in izreke ali prenašale moralistično sporočilo - katerega pomen bodo morda zdaj morali razvozlati umetnostni zgodovinarji, čeprav so nekatere dovolj jasne. Številni umetniki in nedvomno kupci so se vsekakor trudili imeti stvari obojestransko, uživali so v upodobitvah neurejenih gospodinjstev ali prizorov bordelov, hkrati pa ponujali moralno interpretacijo - zgled so dela Jana Steena, čigar drugi poklic je bil krčmar. O ravnovesju med temi elementi še danes razpravljajo umetnostni zgodovinarji.
Naslovi, ki so bili pozneje dani slikam, pogosto ločijo med 'pivnica' ali 'gostilna' in 'javnimi hišami', v praksi pa so bili to pogosto isti obrati, saj so imele številne gostilne zgoraj ali zadaj v spolne namene rezervirane sobe: »Gostilna spredaj ; bordel zadaj« je bil nizozemski pregovor.
Zgornji Steen je zelo jasen primer in čeprav je vsaka posamezna komponenta le-tega realistično upodobljena, celotna scena ni verodostojna upodobitev resničnega trenutka; značilno za žanrsko slikarstvo je to situacija, ki je upodobljena in satirana.
Renesančna tradicija knjig s težko razumljivimi alegoričnimi ilustracijami se je v rokah Nizozemcev 17. stoletja - v domačem jeziku skoraj splošno pismenih, vendar večinoma brez izobrazbe klasikov - spremenila v populistična in visoko moralistična dela Jacoba Catsa, Roemerja Visscherja in drugih, ki pogosto temeljijo na priljubljenih pregovorih. Njihove ilustracije so pogosto citirane neposredno na slikah, umetniki pa so od začetka 20. stoletja številnim žanrskim delom dodali pregovore, reke in gesla. Drug priljubljen vir pomena so vizualne igre besed, ki uporabljajo veliko nizozemskih žargonskih izrazov na spolnem področju: nožnico lahko med drugim predstavlja lutnja (luit) ali nogavica (kous), seks pa ptica (vogelen) med mnogimi drugimi možnostmi  in povsem vizualni simboli, kot so čevlji, izlivi ter vrči in zastavice na njihovi strani.
Isti slikarji so dela pogosto slikali v zelo drugačnem duhu gospodinj ali drugih žensk, pri počitku doma ali v službi - v veliki meri jih je več kot podobnih moških. Moški iz delavskega razreda, ki se ukvarjajo s svojimi službami, so v nizozemski umetnosti zlate dobe odsotni, krajina je poseljena s popotniki in brezdelnimi ljudmi, redko pa z obdelovalci tal. Kljub temu, da je Nizozemska najpomembnejša država v mednarodni trgovini v Evropi, je obilica marin (morskih slik), prizorov delavcev in drugih komercialnih dejavnosti zelo redka. Ta skupina predmetov je bila nizozemska iznajdba, ki odraža kulturne preokupacije dobe, v naslednjih dveh stoletjih pa naj bi jo sprejeli umetniki iz drugih držav, zlasti Francije.
Tradicija se je razvila iz realizma in podrobne ozadne dejavnosti staronizozemskega slikarstva, ki sta ga Hieronymus Bosch in Pieter Bruegel starejši med prvimi spremenila v svoja glavna predmeta, pri čemer sta uporabila tudi pregovore. Haarlemski slikarji Willem Pieterszoon Buytewech, Frans Hals in Esaias van de Velde so bili v zgodnjem obdobju pomembni slikarji. Buytewech je naslikal 'vesele družbe' fino oblečenih mladih ljudi, katerih moralistični pomen se skriva v podrobnostih.
Van de Velde je bil pomemben tudi kot krajinar, katerega prizori so vključevali neglamurozne figure, ki so se zelo razlikovale od tistih na njegovih žanrskih slikah, ki so bile običajno postavljene na vrtnih zabavah v podeželskih hišah. Hals je bil v glavnem portretist, v zgodnji karieri pa je slikal tudi žanrske figure portretne velikosti.
Bivanje flamskega mojstra kmečkih pivnic Adriaena Brouwerja v Haarlemu med letoma 1625 ali 1626 je Adriaenu van Ostadeu dalo življenjsko temo, čeprav se je pogosto lotil bolj sentimentalnega pristopa. Pred Brouwerjem so bili kmetje običajno upodobljeni na prostem; ponavadi jih prikaže v navadni in zatemnjeni notranjosti.
Van Ostade je enako verjetno slikal posamezne figure kot skupine, tako kot utrechtski caravaggisti v svojih žanrskih delih; posamezna figura ali majhne skupine po dva ali tri pa so postajale vse pogostejše, zlasti tiste, vključno z ženskami in otroki. Najpomembnejša umetnica tega obdobja, Judith Leyster (1609-1660), ki se je za to specializirala, preden je njen mož Jan Miense Molenaer dosegel, da je opustila slikanje. Leidenska šola fijnschilder ('fini slikarji') je bila znana po majhnih in zelo dodelanih slikah, mnogih te vrste. Med vodilnimi umetniki so bili Gerard Dou, Gabriel Metsu, Frans van Mieris starejši in kasneje njegov sin Willem van Mieris, Godfried Schalcken in Adriaen van der Werff.
Ta kasnejša generacija, katere delo se danes zdi prefinjeno v primerjavi s predhodniki, je slikala tudi portrete in zgodovinske slike ter bila do konca tega obdobja najbolj cenjena in nagrajevana, katerih dela so iskali po vsej Evropi. Žanrske slike so odražale naraščajočo blaginjo nizozemske družbe, prizorišča pa so postajala vedno bolj udobna, bogata in skrbno upodobljena. Umetniki, ki niso del skupine Leiden, katerih skupne teme so bile tudi bolj intimne žanrske skupine, so bili Nicolaes Maes, Gerard ter Borch in Pieter de Hooch, čigar zanimanje za svetlobo v notranjih prizorih je delil Jan Vermeer, dolgo zelo nejasen lik, zdaj pa najbolj cenjen žanrski slikar od vseh.
- Nemi Hendrick Avercamp je slikal skoraj izključno zimske prizore množic, kot so bili videti od daleč.
- Pieter de Hooch, Dvorišče hiše v Delftu, 1658, študija o domači kreposti, teksturi in prostorski zapletenosti. Ženska je služabnica.[31]
- Judith Leyster, Fant in deklica z mačko in jeguljo; predlagana so različna sklicevanja na pregovore ali embleme.[32]
- Nicolaes Maes, Leni sluga; težave gospodinje so bile predmet številnih Maesovih del.[33]

## Krajine in mestna območja
Krajinsko slikarstvo je bilo v 17. stoletju glavna zvrst. Flamske krajine 16. stoletja (zlasti iz Antwerpena) so bile prvi primeri. Te niso bile posebej realistične, saj so jih slikali večinoma v ateljeju, deloma iz domišljije in so pogosto uporabljale polzračni pogled od zgoraj, značilen za staronizozemsko krajinsko slikarstvo v tradiciji svetovne krajine Joachima Patinirja, Herri met de Blesa in zgodnjega  Pietera Bruegla starejšega. Razvil se je bolj realen nizozemski krajinski slog, gledan s tal, pogosto na podlagi risb, narejenih na prostem, z nižjimi obzorji, ki so omogočala poudarjanje pogosto impresivnih oblačnih formacij, ki so bile (in so) tako značilne za podnebje v regiji in ki oddajajo določeno svetlobo. Najljubši predmeti so bile sipine ob zahodni morski obali, reke s svojimi širokimi obvodnimi travniki, kjer se je pasla živina, pogosto s silhueto mesta v daljavi. Na pretek je bilo tudi zimskih krajin z zmrznjenimi kanali in potoki. Tudi morje je bilo priljubljena tema, saj so bile Nizozemske dežele odvisne od njega za trgovino, se borile z njim za novo zemljo in se borile na njem s konkurenčnimi državami.
Pomembna zgodnja lika pri prehodu v realizem sta bila Esaias van de Velde (1587–1630) in Hendrick Avercamp (1585–1634), oba omenjena tudi kot žanrska slikarja - v Avercampovem primeru si iste slike zaslužijo omembe v vsaki kategoriji. Od poznih 1620-ih se je začela "tonska faza" krajinskega slikarstva, ko so umetniki omehčali ali zameglili svoje obrise in se osredotočili na atmosferski učinek, z velikim poudarkom na nebu, človeške figure pa so ponavadi odsotne ali majhne in oddaljene. Kompozicije, ki temeljijo na diagonali v celotnem slikovnem prostoru, so postale priljubljene in pogosto je bila prisotna tudi voda. Vodilni umetniki so bili Jan van Goyen (1596–1656), Salomon van Ruysdael (1602–1670), Pieter de Molyn (1595–1661) in v marini Simon de Vlieger (1601–1653) z množico manjših likov - nedavna študija navaja več kot 75 umetnikov, ki so vsaj nekaj časa delali po van Goyenovi maniri, vključno s Cuypom.
Od 1650-ih se je začela »klasična faza«, ki je ohranila atmosfersko kakovost, vendar z bolj izrazitimi kompozicijami in močnejšimi kontrasti svetlobe in barv. Kompozicije so pogosto zasidrane z enim junaškim drevesom, mlinom na veter ali stolpom ali ladjo v marinah. Vodilni umetnik je bil Jacob van Ruisdael (1628-1682), ki je ustvaril veliko količino in raznolikost del, pri čemer je uporabil vse tipične nizozemske teme, razen italijanske krajine; namesto tega je ustvaril nordijske krajine temnih in dramatičnih gorskih borovih gozdov s hitrimi hudourniki in slapovi. 
Njegov učenec je bil Meindest Hobbema (1638–1709), najbolj znan po svoji netipični Avenija v Middelharnisu (1689, London), odmiku od običajnih prizorov vodnih mlinov in cest skozi gozd. Druga dva umetnika z bolj osebnim slogom, katerih najboljše delo je vključevalo večje slike (do enega metra ali več), sta bila Aelbert Cuyp (1620–1691) in Philips Koninck (1619–1688). Cuyp je vzel zlato italijansko svetlobo in jo uporabil v večernih prizorih s skupino figur v ospredju, za njimi pa reko in široko pokrajino. Najboljša Koninckova dela so panoramski razgledi, kot s hriba, na široka ravna kmetijska zemljišča z ogromnim nebom.
Drugačna vrsta krajine, ki je nastajala v tonski in klasični fazi, je bila romantična italijanska krajina, običajno v bolj gorskih okoljih, kot jih najdemo na Nizozemskem, z zlato svetlobo in včasih slikovitim sredozemskim kadrom in ruševinami. Vsi umetniki, ki so se za to specializirali, niso obiskali Italije. Jan Both (umrl leta 1652), ki je bil v Rimu in je sodeloval s Claudeom Lorrainom, je bil vodilni razvijalec podžanra, ki je vplival na delo mnogih slikarjev krajin z nizozemskimi prizorišči, kot je Aelbert Cuyp. Druga umetnika, ki sta dosledno delala v tem slogu, sta bila Nicolaes Berchem (1620–1683) in Adam Pijnacker. Italijanske krajine so bile priljubljene kot grafike in več Berchemovih slik je bilo v tem obdobju reproduciranih v gravurah kot pri drugih umetnikih.
Številni drugi umetniki se ne uvrščajo v nobeno od teh skupin, predvsem Rembrandt, katerega sorazmerno malo poslikanih krajin kaže različne vplive, vključno s tistimi Herculesa Seghersa (okoli 1589 - okoli 1638); njegove zelo redke velike gorske doline so bile zelo oseben razvoj slogov 16. stoletja. Aert van der Neer (umrl 1677) je naslikal zelo majhne prizore rek ponoči ali pod ledom in snegom.
Krajine z živalmi v ospredju so bile izrazita podvrsta, naslikali pa so jih Cuyp, Paulus Potter (1625–1654), Albert Jansz. Klomp (1625-1688), Adriaen van de Velde (1636-1672) in Karel Dujardin (1626-1678, rejne živali), pri čemer je Philips Wouwerman slikal konje in jahače v različnih okoljih. Krava je bila za Nizozemce simbol blaginje, ki je bila doslej v umetnosti prezrta, poleg konja pa daleč najpogosteje prikazana žival; koze so uporabljali za označevanje Italije. Potterjev Mladi bik je ogromen in znan portret, ki ga je Napoleon odnesel v Pariz (pozneje se je vrnil), čeprav so analitiki živinoreje iz upodobitve različnih delov anatomije ugotovili, da se zdi, da gre za sklop študij šestih različnih živali na različnih starosti.
Arhitektura je očarala tudi Nizozemce, zlasti cerkve. Na začetku obdobja je bila glavna tradicija domišljijskih palač in mestnih pogledov na izumljeno severno manieristično arhitekturo, ki jo je flamsko slikarstvo še naprej razvijalo, na Nizozemskem pa jo je zastopal Dirck van Delen. Začel se je pojavljati večji realizem in reproducirani so bili zunanji in notranji deli dejanskih stavb, čeprav ne vedno zvesti. V stoletju se je razumevanje pravilnega upodabljanja perspektive povečalo in z navdušenjem uporabljalo. Več umetnikov se je specializiralo za cerkveno notranjost.
Pieter Jansz Saenredam, čigar oče Jan Saenredam je zgraviral čutne gole manieristične boginje, je naslikal neobljudene poglede na danes pobeljene gotske mestne cerkve. Njegov poudarek na enakomerni svetlobi in geometriji, z malo prikaza površinskih tekstur, je primerjan z deli Emanuela de Witteja, ki je pustil ljud, neravna tla, kontrast svetlobe in takšen nered cerkvenega pohištva, kot je ostal v kalvinističnih cerkvah, ki jih Saenredam običajno ignorira. Gerard Houckgeest, ki sta mu sledila van Witte in Hendrick van Vliet, je tradicionalni pogled vzdolž glavne osi cerkve dopolnil z diagonalnimi pogledi, ki so dodali dramatičnost in zanimanje.
Gerrit Berckheyde se je specializiral za obljudene poglede na glavne mestne ulice, trge in večje javne zgradbe; Jan van der Heyden je raje imel bolj intimne prizore mirnejših amsterdamskih ulic, pogosto z drevesi in kanali. To so bili resnični pogledi, vendar jih ni okleval prilagoditi kompozicijskemu učinku.
- Jacob van Ruisdael, Pogled na Haarlem; Ruisdael je osrednja osebnost z bolj raznolikimi temami kot mnogi krajinarji.
- Jan Both, c. 1650, Italianska krajina tip, ki ga je Both začel slikati, ko se je vrnil iz Rima.
- Allaert van Everdingen, c. 1660, Nordijska krajina z gradom na hribu je tip, ki ga je Van Eeverdingen začel slikati, ko se je vrnil iz Norveške in Švedske.
- Jan van Goyen, Sipine; primer 'tonalnega' sloga
- Velika tržnica v Haarlemu, 1696, Gerrit Berckheyde.

## Marine – morske krajine
Republika Nizozemska se je zaradi izjemnega bogastva zanašala na trgovino po morju, v tem obdobju je vodila pomorske vojne z Britanijo in drugimi narodi, država je bila prekrižana z rekami in kanali. Zato ni presenetljivo, da je bil žanr morskega slikarstva – imenovan tudi  marina –  izjemno priljubljen in so ga v tem obdobju nizozemski umetniki dvignili na višino; tako kot pri krajinah je bil premik z umetnega povišanega očišča, značilnega za prejšnje tovrstno slikarstvo, ključni korak. Slike morskih bitk so pripovedovale zgodbe o nizozemski mornarici na vrhuncu svoje slave, čeprav so danes zelo cenjeni navadno bolj umirjeni prizori. Ladje so običajno na morju in prizorišč na pristanišča presenetljivo ni.
Pogosteje kot ne, tudi majhne ladje plujejo pod nizozemsko tribarvnico, številna plovila pa je mogoče identificirati kot vojaška ali ena od mnogih drugih vladnih ladij. Številne slike so vključevale nekaj kopnega s pogledom na plažo ali pristanišče ali s pogledom na estuarij. Nekateri umetniki so se specializirali za rečne prizore, od majhnih slik Salomona van Ruysdaela z majhnimi čolni in trstičjem do velikih italijanskih krajin Aelberta Cuypa, kjer sonce običajno zahaja nad široko reko. Žanr si seveda veliko deli s krajinskim slikanjem in pri razvoju upodobitve neba sta šla skupaj; številni krajinski umetniki so slikali tudi plaže in rečne prizore. Med umetniki so bili Jan Porcellis, Simon de Vlieger, Jan van de Cappelle, Hendrick Dubbels in Abraham Storck. Willem van de Velde starejši in njegov sin sta vodilna mojstra poznejših desetletij, ki si, kot na začetku stoletja, prizadevata, da bi ladja postala tema, medtem ko je bila v tonskih delih prejšnjih desetletij poudarek na morju in vremenu. Leta 1672 sta odšla v London, v Nemčiji r Ludolf Bakhuizen, pa je postal vodilni umetnik.

## Tihožitje
Tihožitja so bila odlična priložnost, da zelo natančno in z realističnimi svetlobnimi učinki pokažejo spretnost slikanja tekstur in površin. Hrana vseh vrst, položena na mizo, srebrni jedilni pribor, zapleteni vzorci in nežne gube v namiznih prtih in rožah - vse izzivi za slikarje.
Prepoznanih je bilo več vrst predmetov: banketje so bili 'pogostitveni predmeti', ontbijtjes preprostejši 'predmeti za zajtrk'. [65] Skoraj vsa tihožitja so imela moralistično sporočilo, običajno v zvezi s kratkostjo življenja - to je znano kot tema vanitas (ničevost) - implicitno tudi v odsotnosti očitnega simbola, kot je lobanja ali manj očitnega, na primer napol olupljene limone (kot življenje, sladkega videza, a grenkega okusa).  Cvetovi ovenijo in hrana propada, srebro pa duši ne koristi. Kljub temu se zdi sila tega sporočila manj močna v bolj dodelanih delih druge polovice stoletja.
Sprva so bili prikazani predmeti skoraj vedno vsakdanji. Od sredine stoletja, v 1640-ih, so v Antwerpnu pronkstillevens (razmetana tihožitja), ki so prikazovala drage in eksotične predmete, flamski umetniki, kot sta Frans Snyders in Adriaen van Utrecht, razvili kot podžanr. Zgodnje realistične, tonske in klasične faze krajinskega slikarstva so imeli nasprotnike v tihožitju. Willem Claeszoon Heda (1595 - ok. 1680) in Willem Kalf (1619–1693) sta vodila spremembo na pronkstilleven, medtem ko je Pieter Claesz (umrl. 1660) raje naslikal preprostejši ontbijt (predmeti zajtrka) ali eksplicitne vanitas slike.
Pri vseh teh slikarjih so barve pogosto zelo utišane, predvsem sredi stoletja prevladujejo rjave barve. To manj velja za dela Jana Davidsza de Heema (1606–1684), pomembne osebe, ki je večino svoje kariere preživel čez mejo v Antwerpnu. Tu so se njegovi prikazi začeli širiti na strani in tvoriti široke podolgovate slike, nenavadne na severu, čeprav je včasih slikal tudi visoke navpične kompozicije. Zdi se, da so bili slikarji tihožitij še posebej nagnjeni k oblikovanju dinastij: de Heemsov in Bosschaertovih je bilo veliko, Hedov sin je nadaljeval v očetovem slogu, Claesz pa je bil oče Nicholaesa Berchema.
Cvetlične slike so tvorile podskupino z lastnimi strokovnjaki in so bile občasno posebnost nekaj umetnic, kot sta Maria van Oosterwyck in Rachel Ruysch. Nizozemci so bili vodilni tudi v botaničnih in drugih znanstvenih risbah, grafikah in ilustracijah knjig. Kljub intenzivnemu realizmu posameznih cvetov so slike nastajale iz posameznih študij ali celo ilustracij iz knjig, cvetovi iz zelo različnih letnih časov pa so bili rutinsko vključeni v isto sestavo, isti cvetovi pa se znova pojavljajo v različnih delih, tako kot namizni pribori. Temeljna nerealnost je bila tudi v tem, da šopki rož v vazah v tistem času v hišah sploh niso bili pogosti - celo zelo bogati cvetovi so bili razstavljeni po eden v delftware vazah za tulipane.
Nizozemsko tradicijo je večinoma začel Ambrosius Bosschaert (1573-1621), na flamskem rojeni slikar cvetja, ki se je na začetku obdobja naselil na severu in ustanovil dinastijo. Njegov svak Balthasar van der Ast (umrl 1657) je pionir tihožitja školjk in slikanja cvetja. Ta zgodnja dela so bila razmeroma močno osvetljena, šopki rož pa so bili razmeroma preprosto razporejeni. Od priredb sredi stoletja, ki jih dokaj lahko imenujemo barok, navadno s temnim ozadjem, postajajo bolj priljubljeni, kar ponazarjajo dela Willema van Aelsta (1627–1683). V žanru so se še posebej odlikovali slikarji iz Leidena, Haaga in Amsterdama.
Mrtva divjad in ptice, ki so bile slikane kot žive in so jih preučevali iz mrtvih, so bili še en podžanr, tako kot mrtve ribe, osnovna sestavina nizozemske prehrane - Abraham van Beijeren jih je izdelal veliko. Nizozemci so bili manj posvečeni flamskemu slogu kombiniranja velikih elementov tihožitja z drugimi vrstami slik - na portretih bi jih imeli za ponosne - in flamski navadi specialnih slikarjev, ki sodelujejo pri različnih elementih v istem delu. Toda to se je včasih zgodilo - Philips Wouwerman je bil občasno uporabljen za dodajanje moških in konj, da bi pokrajina postala prizorišče lova ali spopadov, Berchem ali Adriaen van de Velde za dodajanje ljudi ali rejnih živali.
- Willem van Aelst, Tihožitje z uro (ok. 1665), s tipičnim temnim ozadjem.
- Willem Claeszoon Heda, Miza za zajtrk z robidovo pito (1631); Heda je bil znan po upodobitvi odsevnih površin.
- Jan Davidszoon de Heem, Vanitas (1629)
- Jan Weenix, Tihožitje z mrtvim pavom (1692), postavljeno na vrtovih velike podeželske hiše.

## Tuje dežele
Za nizozemske umetnike, Karla van Manderja Schilderboeck ni bil mišljen le kot seznam biografij, temveč tudi vir nasvetov za mlade umetnike. Hitro je postalo klasično standardno delo za generacije mladih nizozemskih in flamskih umetnikov v 17. stoletju. Knjiga je umetnikom svetovala, naj potujejo in si ogledajo znamenitosti Firenc in Rima, po letu 1604 pa so mnogi to storili. Opaziti pa je, da najpomembnejši nizozemski umetniki na vseh področjih, kot so Rembrandt, Vermeer, Hals, Steen, Jacob van Ruisdael in drugi, niso potovali.
Številni nizozemski (in flamski) slikarji so delali v tujini ali izvažali svoja dela; grafike so bile tudi pomemben izvozni izdelek, po katerem je Rembrandt postal znan po vsej Evropi. Nizozemsko darilo Karlu II. Angleškem je bilo diplomatsko darilo, ki je vključevalo štiri sodobne nizozemske slike. Angleško slikarstvo je bilo močno odvisno od nizozemskih slikarjev, pri čemer je sir Peter Lely sledil siru Godfreyju Knellerju, ki je razvil angleški portretni slog, ki ga je pred angleško državljansko vojno uveljavil flamski slikar Anthony van Dyck. Slikarja marin van der Velde, oče in sin, sta bila med več umetniki, ki so Nizozemsko zapustili ob francoski invaziji leta 1672, ki je prinesla propad na umetniškem trgu. Preselili so se tudi v London, začetke angleškega krajinskega slikarstva pa je ustanovilo nekaj manj uglednih nizozemskih slikarjev, kot je Hendrick Danckerts.
Bamboccianti so bili kolonija nizozemskih umetnikov, ki so v Italijo predstavili žanrsko sceno. Jan Weenix in Melchior d'Hondecoeter sta se specializirala za divjad in ptice, mrtve ali žive, po njiju so povpraševali po podeželskih hišah in streliščih na prostem po severni Evropi.
Čeprav se je izkazalo, da je nizozemski nadzor nad severovzhodno regijo nizozemske Brazilije za proizvodnjo sladkorja kratek (1630–54), je guverner Johan Maurits van Nassau-Siegen nizozemske umetnike povabil k risanju prizorov, ki so dragoceni za prikaz pokrajine in ljudstev regije 17. stoletja. Dva najbolj znana umetnika sta bila Frans Post, krajinar in slikar tihožitja Albert Eckhout, ki je ustvaril etnografske slike brazilskega prebivalstva. Prvotno so bile razstavljene v veliki dvorani palače Vrijburg v Recifeju. V Amsterdamu je obstajal trg za takšne slike, Frans Post pa je še leta po njegovi vrnitvi na Nizozemsko proizvajal brazilske prizore. Nizozemska Vzhodna Indija je bila umetniško pokrita veliko slabše.
- Krajina s sladkornim mlinom, Frans Post
- Krajina z delavsko hišo, Frans Post
- Brazilski indijski bojevnik (Tarairiu), Albert Eckhout
- Banane, gvajava in drugo sadje, Albert Eckhout

## Kasnejši ugled
Izjemen uspeh nizozemskega slikarstva 17. stoletja je preglasil delo naslednjih generacij in noben nizozemski slikar iz 18. stoletja - niti nedvomno tisti iz 19. stoletja pred Van Goghom - ni dobro znan zunaj Nizozemske. Že ob koncu obdobja so se umetniki pritoževali, da kupce bolj zanimajo mrtvi kot živi umetniki.
Nizozemsko slikarstvo zlate dobe je samo zaradi ogromnih količin vedno tvorilo pomemben del zbirk slik starih mojstrov, kar je bil izraz, izumljen v 18. stoletju za opis nizozemskih umetnikov zlate dobe. V starih kraljevih zbirkah je samo Wouwermanovih slik več kot 60 v Dresdnu in več kot 50 v Ermitažu. Toda ugled obdobja je pokazal veliko sprememb in premikov v poudarkih. Skoraj stalen dejavnik je bilo občudovanje Rembrandta, še posebej od obdobja romantike. Drugi umetniki so pokazali drastične premike v kritičnem bogastvu in tržni ceni; ob koncu obdobja so nekateri aktivni leidenski fijschilderji imeli velik ugled, a so bila realistična dela v različnih žanrih veliko bolj cenjena od sredine 19. stoletja.
Vermeerja so v 19. stoletju rešili skoraj popolne nepomembnosti, do takrat je bilo več njegovih del že pripisanih drugim. Vendar dejstvo, da je bilo toliko njegovih del že v večjih zbirkah, ki jih pogosto pripisujejo drugim umetnikom, kaže, da je bila kakovost posameznih slik prepoznana, četudi je bil njegov skupni opus neznan. Druge umetnike še naprej rešujejo množica malo znanih slikarjev: pozna in zelo preprosta tihožitja Adriaena Coorteja v 1950-ih [78] in krajinarjev Jacobusa Mancadena in Frans Posta v začetku stoletja.
Žanrske slike so bile dolgo priljubljene, a malo upoštevane. Leta 1780 Horace Walpole ni odobraval, da »vabijo smeh, ki ga izvablja kmečka robatost«. Sir Joshua Reynolds, angleški vodja akademske umetnosti iz 18. stoletja, je o nizozemski umetnosti dal nekaj odkritih komentarjev. Bil je navdušen nad kakovostjo Vermeerjeve Mlekarice (prikazana na začetku tega članka) in živahnostjo Halsovih portretov, obžaloval pa je, da ni imel dovolj 'potrpljenja', da bi jih pravilno dokončal in obžaloval, da Steen ni bil rojen v Italiji in oblikoval visoko renesanso, da bi lahko njegov talent bolje izkoristili. V Reynoldovih časih moralistični vidik žanrskega slikarstva ni bil več razumljen niti na Nizozemskem; znamenit primer je tako imenovano Opozorilo očetov, kot je bilo takrat znano, Gerarda ter Borcha. So ga pohvalili Goethe in drugi zaradi občutljivosti upodabljanja očeta, ki graja hčerko. Pravzaprav je za večino (vendar ne za vse) sodobnih učenjakov predlog prizora v bordelu - obstajata dve različici (Berlin in Amsterdam) in ni jasno, ali je bil 'kovanec' v moški roki odstranjen ali prebarvan v obeh.
V drugi polovici 18. stoletja je bil zemeljski realizem nizozemskega slikarstva v Angliji in v Franciji povezan z razsvetljenskim racionalizmom in težnjami po politični reformi. V 19. stoletju so si sodobni slikarji s skorajda univerzalnim spoštovanjem realizma in dokončnim zatonom hierarhije žanrov od žanrskih slikarjev sposojali tako njihov realizem kot tudi uporabo predmetov v pripovedne namene in sami slikali podobne teme, z vsemi žanri so bili Nizozemci pionirji na precej večjih platnih (razen tihožitja).
V krajinskem slikarstvu so bili italijanski umetniki najbolj vplivni in zelo cenjeni v 18. stoletju, vendar je bil John Constable med tistimi romantiki, ki so jih obsojali zaradi umetnosti, raje imajo tonske in klasične umetnike. Pravzaprav sta obe skupini v 19. stoletju ostali vplivni in priljubljeni.